# SpaceX
Tập đoàn Công nghệ Khai phá Không gian, viết tắt theo tiếng Anh SpaceX (Space Exploration Technologies Corporation), là một công ty tư nhân Mỹ chuyên sản xuất tên lửa đẩy và tàu vũ trụ có trụ sở tại Hawthorne, California. Công ty được thành lập năm 2002 bởi Elon Musk, một trong những doanh nhân đã sáng lập công ty PayPal và Tesla Motors. SpaceX đã phát triển các tên lửa đẩy Falcon 1, Falcon 9 và Falcon Heavy trở thành các tên lửa có thể tái sử dụng được. Công ty cũng đã phát triển tàu không gian Dragon và Crew Dragon đã được phóng lên quỹ đạo bằng tên lửa Falcon 9, và siêu tên lửa Starship dự định phóng lên sao Hoả trong năm 2023.
Để kiểm soát chất lượng và chi phí, công ty SpaceX thực hiện quá trình thiết kế, lắp ráp và vận hành thử nghiệm các thành phần chính của tên lửa và tàu không gian ở trong nhà xưởng của chính mình, bao gồm các động cơ tên lửa Merlin, Kestrel, động cơ Draco trên tàu Dragon và động cơ Raptor trên Starship. Năm 2006, cơ quan NASA đã trao hợp đồng Dịch vụ vận chuyển thương mại quỹ đạo (COTS) cho công ty để thiết kế, chế tạo và phóng một tàu vận chuyển hàng hóa nhằm cung cấp cho Trạm vũ trụ quốc tế (ISS). Ngày 9 tháng 12 năm 2010, SpaceX phóng thành công chuyến bay thử nghiệm lần một trong COTS, trở thành công ty tư nhân đầu tiên phóng thành công một tàu không gian lên quỹ đạo và sau đó thực hiện trở lại mặt đất an toàn.
NASA cũng trao cho SpaceX một hợp đồng nhằm phát triển và thực hiện chương trình Phát triển đội bay thương mại bằng tàu Dragon nhằm đưa các nhóm phi hành gia lên ISS. SpaceX đã đưa các phi hành gia lên quỹ đạo bằng Crew Dragon/Falcon 9 vào đầu năm 2019 khi công ty được công nhận có khả năng đưa người lên quỹ đạo.
Bên cạnh các hợp đồng của NASA, SpaceX cũng nhận được hợp đồng với các công ty tư nhân khác, các cơ quan chính phủ ngoài Hoa Kỳ và từ quân đội Hoa Kỳ để thực hiện các đợt phóng. Công ty đã thực hiện một vụ phóng vệ tinh lên quỹ đạo thấp cho khách hàng bằng tên lửa Falcon 1 vào năm 2009. Công có kế hoạch phóng vệ tinh địa tĩnh thương mại đầu tiên vào năm 2013 bằng tên lửa Falcon 9.
Thứ hai ngày 21 tháng 12 năm 2015, tập đoàn SpaceX phóng một tên lửa vào không gian và hạ cánh nó trở về mặt đất, trong trạng thái hoàn toàn nguyên vẹn. Không chỉ tạo ra một bước ngoặt lịch sử trong việc chế tạo tên lửa tái sử dụng, thành công nói trên có sức ảnh hưởng rất lớn đến tương lai của ngành hàng không vũ trụ. Như Elon Musk đã từng tiết lộ, toàn bộ chi phí cho nhiệm vụ phóng tên lửa Falcon 9 vào không gian lên đến 61,2 triệu đô la Mỹ. Nhưng giờ đây, qua việc tái sử dụng tên lửa, con số này có thể giảm xuống chỉ còn 612.000 đô la Mỹ, thậm chí thấp hơn.
Ngoài ra, SpaceX cũng đang phát triển một hệ thống vệ tinh siêu lớn tên là Starlink với mục đích cung cấp dịch vụ Internet thương mại trên toàn cầu. Vào tháng 1 năm 2020, hệ thống Starlink trở thành hệ thống vệ tinh lớn nhất từng được phóng lên quỹ đạo. Các dự án tương lai đang trong giai phát triển bao gồm phát triển tên lửa Starship, cũng như đưa một robot của NASA lên Sao Hỏa vào năm 2023. Tên lửa Falcon Heavy có công nghệ dựa trên Falcon 9, là trở thành một trong những tên lửa mạnh nhất trong lịch sử thám hiểm vũ trụ của Hoa Kỳ kể từ thời kỳ chương trình Apollo với tên lửa Saturn V. Falcon Heavy có thể được sử dụng để đưa các nhà du hành trong tàu Crew Dragon lên quỹ đạo quanh Mặt Trăng – như phi vụ Apollo 8; hoặc để phóng một phiên bản thay đổi của Cargo Dragon không người lái lên Sao Hỏa. Musk đã đặt ra mục tiêu cho công ty là giúp tạo ra sự có mặt ổn định của con người trên Sao Hỏa. Falcon Heavy đã phóng thành công lần đầu năm 2018 và thực hiện nhiều nhiệm vụ sau đó.

## Lịch sử

### 2001–2004: Thành lập
Đầu năm 2001, Elon Musk gặp Robert Zubrin và quyên góp 100.000 đô la Mỹ cho Hiệp hội Sao Hỏa của ông, tham gia ban giám đốc của hiệp hội trong một thời gian ngắn.:   Ông đã có bài phát biểu toàn thể tại hội nghị lần thứ tư của hiệp hội, tại đó ông công bố Mars Oasis, một dự án hạ cánh nhà kính và trồng cây trên Sao Hỏa. Ban đầu, Musk đã cố gắng mua một tên lửa đạn đạo liên lục địa Dnepr cho dự án thông qua các mối liên hệ của người Nga từ Jim Cantrell.
Vào đầu năm 2002, Elon Musk bắt đầu tìm kiếm nhân sự cho công ty của mình, sau này được đặt tên là SpaceX. Musk đã tiếp cận năm người cho các vị trí ban đầu tại công ty non trẻ này, bao gồm Michael Griffin, người đã từ chối vị trí Kỹ sư trưởng, Jim Cantrell và John Garvey (Cantrell và Garvey sau này sẽ thành lập công ty Vector Launch), kỹ sư tên lửa Tom Mueller và Chris Thompson. SpaceX ban đầu có trụ sở chính tại một nhà kho ở El Segundo, California. Những nhân viên đầu tiên của SpaceX, chẳng hạn như Tom Mueller (Giám đốc công nghệ), Gwynne Shotwell (Giám đốc điều hành) và Chris Thompson (Phó chủ tịch điều hành), đến từ các tập đoàn TRW và Boeing lân cận. Đến tháng 11 năm 2005, công ty đã có 160 nhân viên. Musk đã đích thân phỏng vấn và phê duyệt tất cả những nhân viên đầu tiên của SpaceX.

## Dự án và công nghệ

### Tên lửa đẩy
SpaceX đã phát triển ba tên lửa đẩy. Falcon 1 có sức nâng nhỏ là phương tiện phóng đầu tiên được phát triển và đã ngừng hoạt động vào năm 2009. Falcon 9 có sức nâng trung bình và Falcon Heavy có sức nâng lớn đều đang hoạt động.
Falcon 1 là một tên lửa nhỏ có khả năng đưa hàng trăm kilôgam vào quỹ đạo Trái đất thấp. Nó đã phóng năm lần trong khoảng thời gian từ năm 2006 đến năm 2009, trong đó có hai lần thành công. Falcon 1 là tên lửa nhiên liệu lỏng đầu tiên do tư nhân tài trợ đạt được quỹ đạo.

### Động cơ tên lửa
Kể từ khi thành lập SpaceX vào năm 2002, công ty đã phát triển một số động cơ tên lửa khác nhau – động cơ Merlin, Kestrel và Raptor – được sử dụng trong các tên lửa đẩy, Động cơ Draco có hệ thống kiểm soát phản ứng cho dòng phi thuyền Dragon, và động cơ SuperDraco có khả năng hủy trong phi thuyền Crew Dragon.